# Dicotomía de Ousterhout
La Dicotomía de Ousterhout (denominada por algunos la "Falsa dicotomía de Ousterhout" o la "Falacia de Ousterhout") es una división de los lenguajes de programación, propuesta por John Ousterhout, que plantea dos categorías fundamentales: la de los llamados lenguajes de programación de sistemas y la de los lenguajes de scripting.
Los lenguajes de programación de sistemas (o lenguajes de aplicación) son lenguajes con tipificación estática de datos, que permiten el uso de estructuras de datos arbitrariamente complejas y que son compilados. Los mismos están pensados para operar de manera independiente de otros programas. Algunos ejemplos típicos de estos lenguajes son el C y el Modula-2.
Por el contrario, los lenguajes de "scripting" son lenguajes con tipificación dinámica de datos, que permiten poco o ningún uso de estructuras de datos complejas y son interpretados. Los programas especificados mediante estos, requieren interactuar con otros programas o con un conjunto de funciones provistas por un intérprete, tal y como las funciones del sistema de ficheros del intérprete de comandos de Unix y las funciones de la GUI de Tcl. Algunos lenguajes de programación típicamente de "scripting" son AppleScript, C Shell, archivos de procesamiento en lote de DOS y Tcl.
Muchos creen que ésta es una dicotomía bastante arbitraria, y se refieren a ésta como la "Falsa dicotomía de Ousterhout" o la "Falacia de Ousterhout". Mientras la tipificación de datos estática versus dinámica, la complejidad de las estructuras de datos y la independencia versus autonomía de los programas, pueden ser consideradas como características no relacionadas; la crítica usual a la dicotomía de Ousterhout, radica en la distinción del uso de la compilación versus la interpretación.
Además, argumentan que ni la semántica ni la sintaxis dependen de cuándo el código es compilado a un lenguaje de máquina, es interpretado, separado en lexemas, compilado y luego ejecutado, o una mezcla de estas técnicas. Muchos lenguajes han sido implementados haciendo uso de intérpretes y compiladores, incluyendo a Lisp, Forth, Pascal, Perl y Java. Esto hace que, según los detractores de la dicotomía de Ousterhout, la compilación versus la interpretación conformen un dudoso parámetro dentro de una taxonomía de los lenguajes de programación.
- Datos: Q7111372